# Tancrémont
Tancrémont és un nucli del municipi de Pepinster a la província Lieja de Bèlgica.

## Història

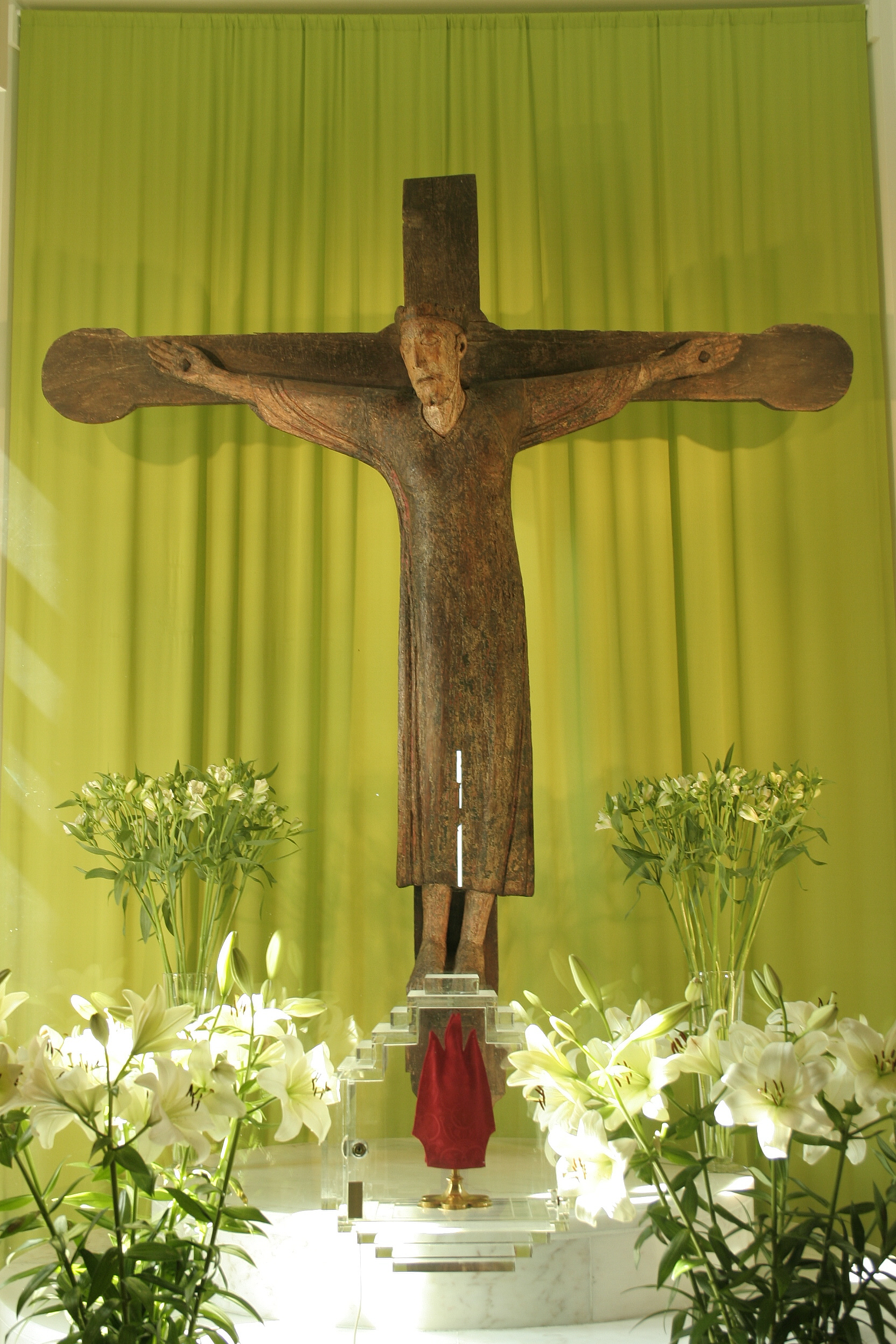
Santcrist de Tancrémont

El 1825, un cert senyor Pirard va excavar-hi un santcrist romànic que data de l'entorn de l'any 1000. El 1895 s'hi va construir la capella que va esdevenir un lloc de pelegrinatge catòlic.

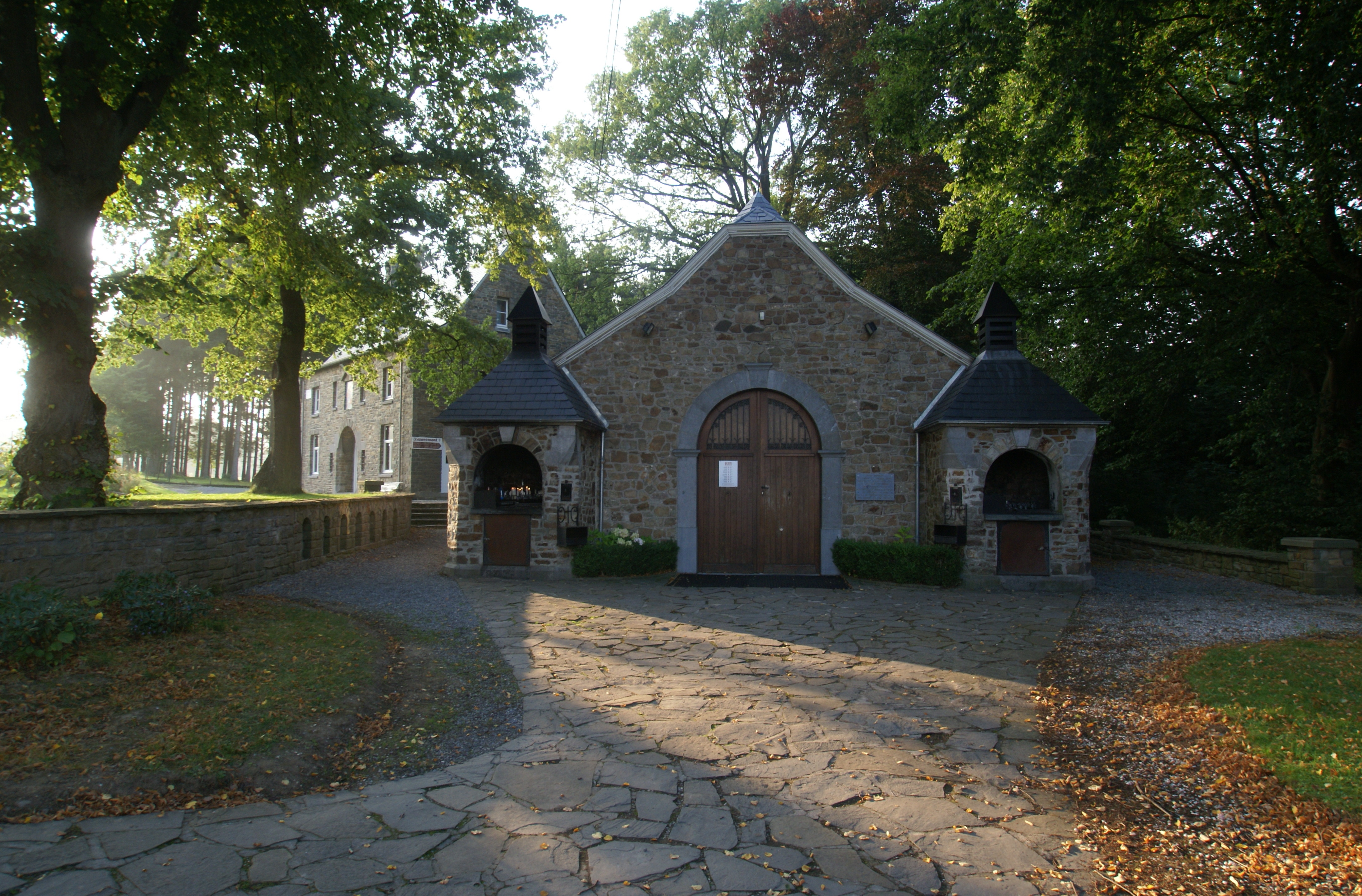
Sanctuari del "Bon Vieux Dieu"

El fort inacabat situat a l'altiplà entre les valls del Hogne I del Vesdre va inaugurar-se el 1937.

## Llocs d'interès
- Diverses panorames de les Ardenes
- El Fort de Tancrémont
- La capella del "Bon Vieux Dieu"